# Pearls of Passion
A Pearls of Passion a svéd Roxette duó debütáló albuma, mely 1986. október 31-én jelent meg Kanadában és Svédországban. Az albumot CD-n először tizenegy évvel később, 1997. október 31-én jelentették meg, korábban ki nem adott bónusz dalokkal, majd 2009-ben az albumot újra masterelt formában újra megjelentették.

## Előzmények
Az együttes tagjai Marie Fredriksson és Per Gessle már a Roxette megalakulása előtt is ismertek voltak hazájukban. Gessle korábban a Gyllene Tider nevű együttesben játszott, akikkel három albumuk jelent meg a 80-as évek elején. Amikor a zenekar 1984-ben feloszlott, Gessle szólókarrierrel próbálkozott, azonban nem ért el túl nagy sikereket. Az 1983-ban megjelent Per Gessle című album, és az 1985-ös Scener sikertelennek bizonyult, bár az utóbbi a svéd albumlistán a 39. helyig jutott. Az albumból 20.000 példánnyal kevesebb fogyott, mint az első Gylene Tider című debütáló albumból, melyből 400.000 darabot sikerült értékesíteni. Gessle a Scene című album után szerződést bontott az EMI Swenska kiadóval.
Fredriksson időközben szintén az EMI kiadóval állt szerződésben, és meg is jelentetett két, – kereskedelmi szempontból – sikeres albumot, az 1986-ban megjelent Den Sjunde vågen és a Svarta glas című svéd nyelvű albumokat. Az EMI Sweden ügyvezetője Rolf Nygren tanácsára a Svarta glas című dalt angolra fordította Gessle, melyet eredetileg Pernilla Wahlgren számára írták. Nygren javasolta Gesslének, hogy rögzíttse a dalt duettként Fredriksonnal. Ennek eredményeképpen ez a dal lett az első kislemeze a duónak, "Neverending Love" címmel, mely a svéd kislemezlista harmadik helyére került. Az albumot 1986 nyarán rögzítették.
Az album megjelenését követő évben megjelent a Dance Passion című EP, mely a Pearls of Passion című album hét dalának újrakevert változatát tartalmazta. Az album 1987-ben megjelent Svédországban is, majd az album két dalát, a "Soul Deep" címűt újra felvették, mely újrakevert változata  az 1991-es Joyride című albumon kapott helyett, illetve a "So Far Away" című dalból is készült egy változat, melynek akusztikus változata a Tourism] albumon hallható.

## Kritikák
| Egyéb értékelések |           |
| Értékelő          | Értékelés |
| AllMusic          | [ 1 ]     |

Jason Damas az AllMusic kritikusa negatívan értékelte az albumot, melyről így nyilatkozott: "Nem rossz album, de szinte minden olyan elem hiányzik belőle, ami a későbbi Look Sharp! és Joyride albumok slágereinek sikerességét eredményezte. A Roxette legérdekesebb tulajdonsága az, hogy Per Gessle olyan dalszerző, aki szinte soha nem produkál rossz dallamot, azonban itt nagyon sok a dance-pop elem. Viszont az albumon van három olyan nagyszerű dal, mint a "Soul Deep", a "Neverending Love" és a "Secrets That She Keeps".

## Kereskedelmi sikerek
Az album sikeres volt hazájában, Svédországban, és az albumlista 2. helyéig jutott. 1987 végéig több mint 200.000 példány kelt el belőle, azonban nemzetközi sikereket nem ért el. A Neverending Love, a Goodbye to You, Soul Deep és a I Call Your Name című dalok megjelentek kislemezen is, és Top 20-as helyezettek voltak. 1987 decemberében megjelent az albumon addig nem publikált It Must Have Been Love című dal, mely az 1990-ben bemutatott Micsoda nő! című film egyik betétdala volt.

## Slágerlista
| Slágerlista (1986)                           | Legjobb helyezés |
| -------------------------------------------- | ---------------- |
| Svédország (Sverigetopplistan Top 60 Albums) | 2                |

## Az album dalai
Az összes dalt hangszerelte és írta Per Gessle. Ahol nem, az külön jelezve van.
| Pearls of Passion - eredeti megjelenés | Pearls of Passion - eredeti megjelenés                 | Pearls of Passion - eredeti megjelenés | Pearls of Passion - eredeti megjelenés | Pearls of Passion - eredeti megjelenés | Pearls of Passion - eredeti megjelenés | Pearls of Passion - eredeti megjelenés | Pearls of Passion - eredeti megjelenés | Pearls of Passion - eredeti megjelenés | Pearls of Passion - eredeti megjelenés |
| #                                      | Cím                                                    | Hossz                                  |                                        |                                        |                                        |                                        |                                        |                                        |                                        |
| -------------------------------------- | ------------------------------------------------------ | -------------------------------------- | -------------------------------------- | -------------------------------------- | -------------------------------------- | -------------------------------------- | -------------------------------------- | -------------------------------------- | -------------------------------------- |
| 1.                                     | Soul Deep                                              | 3:41                                   |                                        |                                        |                                        |                                        |                                        |                                        |                                        |
| 2.                                     | Secrets That She Keeps                                 | 3:48                                   |                                        |                                        |                                        |                                        |                                        |                                        |                                        |
| 3.                                     | Goodbye to You                                         | 4:03                                   |                                        |                                        |                                        |                                        |                                        |                                        |                                        |
| 4.                                     | I Call Your Name                                       | 3:39                                   |                                        |                                        |                                        |                                        |                                        |                                        |                                        |
| 5.                                     | Surrender                                              | 4:23                                   |                                        |                                        |                                        |                                        |                                        |                                        |                                        |
| 6.                                     | Voices (Music by Marie Fredriksson and Per Andersson)  | 4:46                                   |                                        |                                        |                                        |                                        |                                        |                                        |                                        |
| 7.                                     | Neverending Love                                       | 3:30                                   |                                        |                                        |                                        |                                        |                                        |                                        |                                        |
| 8.                                     | Call of the Wild                                       | 4:32                                   |                                        |                                        |                                        |                                        |                                        |                                        |                                        |
| 9.                                     | Joy of a Toy (Music by Gessle and Mats "M.P." Persson) | 3:09                                   |                                        |                                        |                                        |                                        |                                        |                                        |                                        |
| 10.                                    | From One Heart to Another                              | 4:11                                   |                                        |                                        |                                        |                                        |                                        |                                        |                                        |
| 11.                                    | Like Lovers Do                                         | 3:25                                   |                                        |                                        |                                        |                                        |                                        |                                        |                                        |
| 12.                                    | So Far Away (Lyrics by Gessle and Hasse Huss)          | 5:17                                   |                                        |                                        |                                        |                                        |                                        |                                        |                                        |
| 48:27                                  |                                                        |                                        |                                        |                                        |                                        |                                        |                                        |                                        |                                        |

| Pearls of Passion – 1997 CD reissue (bonus tracks) | Pearls of Passion – 1997 CD reissue (bonus tracks)        | Pearls of Passion – 1997 CD reissue (bonus tracks) | Pearls of Passion – 1997 CD reissue (bonus tracks) | Pearls of Passion – 1997 CD reissue (bonus tracks) | Pearls of Passion – 1997 CD reissue (bonus tracks) | Pearls of Passion – 1997 CD reissue (bonus tracks) | Pearls of Passion – 1997 CD reissue (bonus tracks) | Pearls of Passion – 1997 CD reissue (bonus tracks) | Pearls of Passion – 1997 CD reissue (bonus tracks) |
| #                                                  | Cím                                                       | Hossz                                              |                                                    |                                                    |                                                    |                                                    |                                                    |                                                    |                                                    |
| -------------------------------------------------- | --------------------------------------------------------- | -------------------------------------------------- | -------------------------------------------------- | -------------------------------------------------- | -------------------------------------------------- | -------------------------------------------------- | -------------------------------------------------- | -------------------------------------------------- | -------------------------------------------------- |
| 13.                                                | Pearls of Passion                                         | 3:35                                               |                                                    |                                                    |                                                    |                                                    |                                                    |                                                    |                                                    |
| 14.                                                | It Must Have Been Love (Christmas for the Broken Hearted) | 4:49                                               |                                                    |                                                    |                                                    |                                                    |                                                    |                                                    |                                                    |
| 15.                                                | Turn to Me (Music by Fredriksson)                         | 2:58                                               |                                                    |                                                    |                                                    |                                                    |                                                    |                                                    |                                                    |
| 16.                                                | Neverending Love (Tits & Ass demo / 1986)                 | 2:45                                               |                                                    |                                                    |                                                    |                                                    |                                                    |                                                    |                                                    |
| 17.                                                | Secrets That She Keeps (Tits & Ass demo / 1986)           | 2:54                                               |                                                    |                                                    |                                                    |                                                    |                                                    |                                                    |                                                    |
| 18.                                                | I Call Your Name (Montezuma Demo / 26.07.86)              | 3:04                                               |                                                    |                                                    |                                                    |                                                    |                                                    |                                                    |                                                    |
| 19.                                                | Neverending Love (Frank Mono-Mix / 1987)                  | 3:19                                               |                                                    |                                                    |                                                    |                                                    |                                                    |                                                    |                                                    |
| 20.                                                | I Call Your Name (Frank Mono-Mix / 1987)                  | 3:21                                               |                                                    |                                                    |                                                    |                                                    |                                                    |                                                    |                                                    |
| 74:35                                              |                                                           |                                                    |                                                    |                                                    |                                                    |                                                    |                                                    |                                                    |                                                    |

| 13. | Pearls of Passion                               | 3:35 |
| 14. | Neverending Love (Tits & Ass demo / 1986)       | 2:45 |
| 15. | Secrets That She Keeps (Tits & Ass demo / 1986) | 2:54 |

| 16. | I Call Your Name (Montezuma Demo / 26.07.86) | 3:04 |
| 17. | Neverending Love (Frank Mono-Mix / 1987)     | 3:19 |
| 18. | I Call Your Name (Frank Mono-Mix / 1987)     | 3:21 |